# Regering-De Croo
De regering-De Croo (1 oktober 2020 - 3 februari 2025) was een Belgische federale regering, onder leiding van Alexander De Croo. Ze werd gevormd na de federale verkiezingen van 2019 en bestaat uit de liberalen (Open Vld, MR), sociaaldemocraten (sp.a (intussen Vooruit), PS), groenen (Groen, Ecolo) en CD&V, de zogenaamde Vivaldicoalitie. In het parlement had de coalitie een meerderheid van 87 zetels op 150. De regering werd voorafgegaan door de minderheidsregering-Wilmès II. Deze regering werd aangesteld om de gevolgen van de COVID-19-pandemie aan te pakken.
Na de federale verkiezingen van 9 juni 2024 bood De Croo het ontslag aan van zijn regering, waarna deze regering tot aan de installatie van de regering-De Wever in februari 2025 in lopende zaken ging. 

## Formatie
Na de federale verkiezingen van 2019 volgden er verschillende pogingen om de grootste partij van Vlaanderen N-VA en de grootste partij aan Franstalige kant, PS, samen te brengen. Deze pogingen strandden voortdurend op een mislukking. Bij het begin van de uitbraak van het SARS-CoV-2-virus, dat COVID-19 veroorzaakt, in maart 2020 was er nog steeds geen vooruitzicht op een nieuwe regering. Als oplossing werd de regering in lopende zaken Wilmès II omgevormd tot een noodregering met volle bevoegdheden voor zes maanden.
Na de eerste besmettingsgolf kwam de politiek overeen om de onderhandelingen voor een nieuwe regering terug op te starten. Een regering met de Waalse socialisten en Vlaams-nationalisten werd bijna mogelijk, maar strandde uiteindelijk toch. Paul Magnette, voorzitter van de PS, en Bart De Wever, voorzitter van N-VA, hadden wel een akkoord met elkaar en de sp.a, CD&V en cdH, maar konden de liberalen niet overtuigen van hun project. Nadat paars-geel definitief begraven leek, gingen de socialisten, liberalen, groenen en CD&V het engagement aan om samen een akkoord te vormen. Na verkenningsrondes, was het op 23 september mogelijk om officieel de onderhandelingen op te starten. Op 30 september was het regeerakkoord klaar.
De regeringsverklaring van 3 oktober 2020 duurde minder dan twintig minuten. Daartoe kwam de Belgische Kamer van volksvertegenwoordigers voor het eerst bijeen in de zetel van het Europees Parlement in Brussel, waar de afstandsregels in het kader van de coronapandemie gewaarborgd konden worden. Tijdens de bijeenkomst riep premier Alexander De Croo op tot "herstel van het vertrouwen" en beloofde hij regeringswerk dat "constructief, betrouwbaar en respectvol" zou zijn.
De grondwettelijk vereiste motie van vertrouwen kreeg steun van 87 Kamerleden (regeringsfracties en niet-ingeschrevene Emir Kir), 54 stemden tegen (N-VA, Vlaams Belang, PVDA, niet-ingeschrevene Jean-Marie Dedecker) en zeven onthielden zich (cdH en DéFI). De twee Belgische partijen met de meeste stemmen, N-VA en Vlaams Belang, bekritiseerden dat de coalitie geen meerderheid heeft onder de Vlaamse parlementsleden, hoewel Vlaanderen de grootste deelstaat is.

## Samenstelling
| Functie en bevoegdheid | Minister | Minister                 | Ambtstermijn    | Ambtstermijn    | Partij | Partij   |
| Functie en bevoegdheid | Foto     | Naam                     | Start           | Einde           | Partij | Partij   |
| --- | -------- | ------------------------ | --------------- | --------------- | ------ | -------- |
| Premier |          | Alexander De Croo        | 1 oktober 2020  | 3 februari 2025 |        | Open Vld |
| Vicepremier Economie en Werk (vanaf 1 december 2024 belast met Relance, Strategische Investeringen en Wetenschapsbeleid)               |          | Pierre-Yves Dermagne     | 1 oktober 2020  | 3 februari 2025 |        | PS       |
| Vicepremier Buitenlandse Zaken, Europese Zaken, Buitenlandse Handel en de Federale Culture Instellingen                                |          | Sophie Wilmès            | 1 oktober 2020  | 14 juli 2022    |        | MR       |
| Vicepremier (sinds 15 juli 2022) Middenstand, Zelfstandigen, KMO’s, Landbouw, Institutionele Hervormingen en Democratische Vernieuwing |          | David Clarinval          | 1 oktober 2020  | 3 februari 2025 |        | MR       |
| Vicepremier Mobiliteit |          | Georges Gilkinet         | 1 oktober 2020  | 3 februari 2025 |        | Ecolo    |
| Vicepremier Financiën, belast met de Coördinatie van de fraudebestrijding (en sinds 28 juni 2022 met Nationale Loterij)                |          | Vincent Van Peteghem     | 1 oktober 2020  | 3 februari 2025 |        | cd&v     |
| Vicepremier Sociale Zaken en Volksgezondheid en sinds 1 oktober 2024 Ontwikkelingssamenwerking en Grootstedenbeleid                    |          | Frank Vandenbroucke      | 1 oktober 2020  | 3 februari 2025 |        | Vooruit  |
| Vicepremier Ambtenarenzaken, Overheidsbedrijven, Telecommunicatie en Post                                                              |          | Petra De Sutter          | 1 oktober 2020  | 3 februari 2025 |        | Groen    |
| Vicepremier Justitie en Noordzee |          | Vincent Van Quickenborne | 1 oktober 2020  | 22 oktober 2023 |        | Open Vld |
| Vicepremier Justitie en Noordzee |          | Paul Van Tigchelt        | 22 oktober 2023 | 3 februari 2025 |        | Open Vld |

| Functie en bevoegdheid                                                                                                   | Minister | Minister               | Ambtstermijn     | Ambtstermijn      | Party | Party   |
| Functie en bevoegdheid                                                                                                   | Foto     | Naam                   | Start            | Einde             | Party | Party   |
| --- | -------- | ---------------------- | ---------------- | ----------------- | ----- | ------- |
| Minister Pensioenen en Maatschappelijke Integratie, belast met Personen met een beperking, Armoedebestrijding en Beliris |          | Karine Lalieux         | 1 oktober 2020   | 3 februari 2025   |       | PS      |
| Minister Defensie |          | Ludivine Dedonder      | 1 oktober 2020   | 3 februari 2025   |       | PS      |
| Minister Klimaat, Leefmilieu, Duurzame Ontwikkeling en Green Deal                                                        |          | Zakia Khattabi         | 1 oktober 2020   | 3 februari 2025   |       | Ecolo   |
| Minister Binnenlandse Zaken, Institutionele Hervormingen en Democratische Vernieuwing                                    |          | Annelies Verlinden     | 1 oktober 2020   | 3 februari 2025   |       | cd&v    |
| Minister Ontwikkelingssamenwerking en Grootstedenbeleid                                                                  |          | Meryame Kitir          | 1 oktober 2020   | 17 december 2022  |       | Vooruit |
| Minister Ontwikkelingssamenwerking en Grootstedenbeleid                                                                  |          | Caroline Gennez        | 17 december 2022 | 30 september 2024 |       | Vooruit |
| Minister Energie |          | Tinne Van der Straeten | 1 oktober 2020   | 3 februari 2025   |       | Groen   |
| Minister Buitenlandse Zaken, Europese Zaken, Buitenlandse Handel en de Federale Culturele Instellingen                   |          | Hadja Lahbib           | 15 juli 2022     | 1 december 2024   |       | MR      |
| Minister Buitenlandse Zaken, Europese Zaken, Buitenlandse Handel en de Federale Culturele Instellingen                   |          | Bernard Quintin        | 2 december 2024  | 3 februari 2025   |       | MR      |

| Staatssecretariaten | Staatssecretariaten        | Staatssecretariaten                                                 | Staatssecretariaten                                                                                                  | Staatssecretariaten               | Staatssecretariaten |
| ------------------- | -------------------------- | ------------------------------------------------------------------- | --- | --------------------------------- | ------------------- |
|                     |                            | Thomas Dermine (1986)                                               | Relance, Strategische Investeringen en Wetenschapsbeleid, toegevoegd aan de Minister van Economie en Werk            | 1 oktober 2020 - 1 december 2024  | PS                  |
|                     |                            | Mathieu Michel (1979)                                               | Digitalisering, Administratieve Vereenvoudiging, Privacy en de Regie der gebouwen, toegevoegd aan de Eerste Minister | 1 oktober 2020 - 3 februari 2025  | MR                  |
|                     |                            | Sarah Schlitz (1986)                                                | Gendergelijkheid, Gelijke Kansen en Diversiteit, toegevoegd aan de Minister van Mobiliteit                           | 1 oktober 2020 - 26 april 2023    | Ecolo               |
|                     | Marie-Colline Leroy (1984) | 2 mei 2023 - 3 februari 2025                                        | Gendergelijkheid, Gelijke Kansen en Diversiteit, toegevoegd aan de Minister van Mobiliteit                           |                                   | Ecolo               |
|                     |                            | Sammy Mahdi (1988)                                                  | Asiel en Migratie, belast met de Nationale Loterij toegevoegd aan de Minister van Binnenlandse Zaken                 | 1 oktober 2020 - 28 juni 2022     | CD&V                |
|                     | Nicole de Moor (1984)      | Asiel en Migratie toegevoegd aan de Minister van Binnenlandse Zaken | 28 juni 2022 - 3 februari 2025                                                                                       | CD&V                              |                     |
|                     |                            | Eva De Bleeker (1974)                                               | Begroting en Consumentenbescherming, toegevoegd aan de Minister van Justitie                                         | 1 oktober 2020 - 18 november 2022 | Open Vld            |
|                     | Alexia Bertrand (1979)     | 18 november 2022 - 3 februari 2025                                  | Begroting en Consumentenbescherming, toegevoegd aan de Minister van Justitie                                         |                                   | Open Vld            |

### Opmerkingen
- De gemiddelde leeftijd van de regeringsleden bij aantreden was 44 jaar. De jongste was staatssecretaris Sammy Mahdi (CD&V) met 32 jaar, de oudste was vicepremier Frank Vandenbroucke (Vooruit) met 65 jaar. Hiernaast hadden maar vijf van de twintig regeringsleden federale bestuurservaring.
- Het is de eerste federale regering in België die samengesteld is met vier partijfamilies (socialisten, liberalen, groenen en christendemocraten).
- Voor het eerst in de geschiedenis was het kabinet bij aantreden in evenwicht met tien vrouwen en tien mannen. Na het ontslag van Mahdi en het aantreden van De Moor werd dit de eerste Belgische regering met meer vrouwelijke dan mannelijke leden. Het kernkabinet bevatte bij aanvang wel maar twee vrouwelijke vicepremiers. Na het ontslag van Wilmès daalde dit tot een. Petra De Sutter (Groen) is de eerste transgender minister in Europa.[1]

### Wijzigingen
- Op 21 april 2022 legde Sophie Wilmès (MR) vanwege familiale redenen met onmiddellijke ingang haar bevoegdheden als vicepremier en minister van Buitenlandse Zaken, Europese Zaken, Buitenlandse Handel en Federale Culturele Instellingen tijdelijk neer.[2] Wilmès bleef formeel aan als vicepremier en minister, terwijl het beheer over haar bevoegdheden vanaf 22 april werd waargenomen door collega's in de regering. Premier Alexander De Croo (Open Vld) werd belast met Buitenlandse Zaken en Europese Zaken, David Clarinval (MR), minister van Middenstand, Zelfstandigen, KMO’s, Landbouw, Institutionele Hervormingen en Democratische Vernieuwing, nam haar taken als vicepremier en minister van Buitenlandse Handel waar en Mathieu Michel (MR), staatssecretaris voor Digitalisering, Administratieve Vereenvoudiging, Privacy en de Regie der gebouwen, werd belast met het beheer van de bevoegdheid Federale Culturele Instellingen.[3]
- Op 28 juni 2022 nam Sammy Mahdi (CD&V) ontslag als staatssecretaris voor Asiel en Migratie, belast met de Nationale Loterij, naar aanleiding van zijn verkiezing tot partijvoorzitter van CD&V. Dezelfde dag werd hij in de regering opgevolgd door Nicole de Moor.[4]
- Op 14 juli 2022 besloot Sophie Wilmès (MR) om definitief ontslag te nemen als vicepremier en minister om dezelfde redenen als haar eerdere ontslag op 21 april 2022. Ze werd de dag nadien als minister van Buitenlandse Zaken, Europese Zaken, Buitenlandse Handel en Federale Culturele Instellingen opgevolgd door Hadja Lahbib. Minister David Clarinval nam haar bevoegdheden als vice-premier definitief over.
- Op 19 oktober 2022 legde Meryame Kitir (Vooruit) tijdelijk haar taken als minister van Ontwikkelingssamenwerking en Grootstedenbeleid neer vanwege mentale problemen en strubbelingen op haar kabinet.[5] Kitir bleef formeel aan als minister, terwijl het beheer over haar bevoegdheden op 20 oktober werd overgedragen aan haar partijgenoot Frank Vandenbroucke, vice-eerste minister en minister van Sociale Zaken en Volksgezondheid. Op 17 december 2022 trad Kitir definitief terug als minister en werd ze opgevolgd door Caroline Gennez[6].
- Op 18 november 2022 nam Eva De Bleeker (Open Vld) ontslag nadat ze in één week tijd tweemaal begrotingscijfers naar buiten bracht die niet conform de regeringsovereenkomsten waren. Alexia Bertrand nam dezelfde dag over. Ze schafte zich hiervoor een lidkaart van Open Vld aan. Tot dan was ze fractieleider voor de MR in het Brussels Hoofdstedelijk Parlement.[7][8][9]
- Op 26 april 2023 diende Sarah Schlitz (Ecolo) haar ontslag in als staatssecretaris voor Gendergelijkheid, Gelijke Kansen en Diversiteit nadat haar departement onder vuur kwam te liggen voor het gebruik van haar persoonlijke logo in overheidscommunicatie en zij daarover volgens de oppositie had gelogen in het parlement.[10] Op 2 mei 2023 werd Marie-Colline Leroy beëdigd als haar opvolgster.[11]
- Op 20 oktober 2023 bood Vincent Van Quickenborne (Open Vld) zijn ontslag aan als vicepremier en minister van Justitie en Noordzee, hetgeen twee dagen later werd aanvaard. Na een terreuraanslag op Zweden in Brussel bleek dat een magistraat bij het parket van Brussel een Tunesisch uitleveringsverzoek van de dader niet had behandeld. Van Quickenborne verklaarde dat hij zijn politieke verantwoordelijkheid wilde nemen voor deze fout.[12] Op 22 oktober 2023 werd Paul Van Tigchelt ingezworen als zijn opvolger.[13]
- Op 30 september 2024 nam Caroline Gennez (Vooruit) ontslag als federaal minister van Ontwikkelingssamenwerking en Grootstedenbeleid in de regering in lopende zaken om als minister van Welzijn, Armoedebestrijding, Cultuur en Gelijke Kansen om toe te treden tot de Vlaamse regering-Diependaele.[14] Haar bevoegdheden werden een dag later overgenomen door haar partijgenoot Frank Vandenbroucke.
- Hadja Lahbib (MR) werd op 1 december 2024 lid van de Europese Commissie. Bernard Quintin volgde haar op als federaal minister van Buitenlandse Zaken, Buitenlandse Handel en Europese Zaken, belast met de Federale Culturele Instellingen.[15]
- Op 1 december 2024 nam Thomas Dermine (PS) ontslag als staatssecretaris voor Relance, Strategische Investeringen en Wetenschapsbeleid om burgemeester van Charleroi te worden. Zijn bevoegdheden werden overgenomen door zijn partijgenoot Pierre-Yves Dermagne, vice-eerste minister en minister van Werk en Economie.

## Centrale functies
Tijdens de onderhandelingen moesten er naast de ministerportefeuilles ook andere kernfuncties worden uitgedeeld. Het voorzitterschap van Kamer en Senaat werden waargenomen door respectievelijk Patrick Dewael van Open Vld en Sabine Laruelle van MR. Voor het Europees niveau werd beslist om Didier Reynders van MR af te vaardigen als Europees Commissaris voor België.
|                 | Functie en bevoegdheden                                 | Naam                  | Naam             | Partij | Partij   | Termijn                           |
| --------------- | ------------------------------------------------------- | --------------------- | ---------------- | ------ | -------- | --------------------------------- |
| Vlag van Europa | Europees commissaris Justitie (Commissie-Von der Leyen) |                       | Didier Reynders  |        | MR       | 1 december 2019 - 1 december 2024 |
| Vlag van België | Voorzitter Kamer van volksvertegenwoordigers            |                       | Éliane Tillieux  |        | PS       | 13 oktober 2020 - 9 juni 2024     |
| Vlag van België | Voorzitter Senaat                                       | Stephanie D'Hose 2019 | Stephanie D'Hose |        | Open Vld | 13 oktober 2020 - 18 mei 2024     |